# 3 Doors Down
3 Doors Down ist eine US-amerikanische Rockband aus Escatawpa im US-Bundesstaat Mississippi. Der Bandname setzt sich zusammen aus der Zahl 3 für die Anzahl der Bandmitglieder bei Namensfindung und Doors Down – einem Schriftzug über einem Club, in dem sie zusammen spielten.

## Bandgeschichte
Die Band wurde 1996 von Sänger Brad Arnold, Gitarrist Matt Roberts und Bassist Todd Harrell zunächst als Trio gegründet. Ein Jahr später nahm die Gruppe als Quintett ihr erstes Demoalbum auf, welches den schlichten Namen 3 Doors Down trug. 1999 entstand in New York City mit The Better Life das offizielle Debütalbum der Band, welches im Frühjahr 2000 veröffentlicht wurde und mit Kryptonite den Hit enthielt, mit dem 3 Doors Down der Durchbruch gelang. Dieser Song war der erste Debütsong, der in vier Spartencharts Nummer 1 war, in den offiziellen Hot 100 der USA erreichte er Platz 3. Die Folgesingle Loser knüpfte an den Erfolg an und blieb 21 Wochen auf Nummer 1 der amerikanischen Mainstream Rock Charts, solange wie sich bis heute kein anderes Lied an der Spitze der Charts behaupten konnte. Beide Singles konnten sich auch in Deutschland platzieren. Die dritte Single Be Like That war Bestandteil des Soundtracks zum Kinofilm American Pie 2, auf dem das Lied in einer leicht geänderten Fassung als The American Pie 2 Edit im Jahr 2001 erschien. Als letzte Single des Albums kam Duck and Run heraus, welche ebenfalls zur Nummer eins in den Mainstream Rock Charts wurde. Damit hatte die Band drei der vier Singles des ersten Albums auf Platz 1 der Mainstream Rock Charts gebracht. Nach diesen Erfolgen erhielten 3 Doors Down Preise wie den Billboard Music Award in drei Kategorien. Brad Arnold wurde zudem zum „Songwriter of the Year“ gewählt. Sie konnten ihre Fangemeinde durch zahlreiche Touren stetig erweitern.
2002 folgte das zweite Album Away from the Sun. Die erste Single When I’m Gone wurde erneut ein Hit in den USA und war 17 Wochen lang Nummer eins der Mainstream Rock Charts. Zudem wurde die Single für zwei Grammys nominiert. The Road I’m On war dann erst die zweite Single in der Bandkarriere, die nicht auf dem ersten Platz, dennoch aber lange in den Top 10 vertreten war. Danach folgten mit Here Without You und Away from the Sun zwei langsame Balladen. Erstere wurde weltweit ein Erfolg und bereits der dritte Top-5-Hit in den offiziellen US-Charts.
2003 folgte mit Another 700 Miles eine Live-EP mit sieben Titeln. Allerdings befanden sich zwei bisher noch nicht veröffentlichte Stücke darauf: It’s Not Me (2005 auf ihrem Studioalbum Seventeen Days veröffentlicht) und das Lynyrd-Skynyrd-(Cover) That Smell.
Im Jahr 2005 fand ein Besetzungswechsel statt: Schlagzeuger Daniel Adair verließ die Band, um fortan bei Nickelback zu spielen und wurde durch Greg Upchurch von Puddle of Mudd ersetzt. Kurz vor dem Wechsel kam das dritte Album Seventeen Days heraus. Das Album stieg in der ersten Woche von Null auf eins in die amerikanischen Albumcharts ein und die erste Single Let Me Go kam bis auf Platz 14. Danach folgten die Singles Behind Those Eyes, Live for Today, Landing in London (mit Bob Seger) und Here by Me. Zwar waren sie damit in den offiziellen Charts nicht erfolgreich, erreichten aber in den Rock-Charts meist die Top 20.
Am 16. Mai 2008 erschien in Deutschland das vierte Studioalbum der Band, 3 Doors Down, das sofort auf Platz sechs der deutschen Album-Charts stieg. In den USA wurde das Album das zweite der Band, das auf Platz eins der Charts stieg. Bereits nach vier Wochen wurde es mit Gold ausgezeichnet. Die erste ausgekoppelte Single wurde It’s Not My Time. In den USA war der Song drei Wochen auf Platz 1 der Rock-Charts. Als zweite Single wurde Let Me Be Myself ausgekoppelt, die am 24. Oktober 2008 erschien.
Das fünfte Studioalbum Time of My Life erschien am 15. Juli 2011. Daraus wurden die Singles When You're Young und Every Time You Go ausgekoppelt. Vom 21. Februar bis zum 7. März war die Band in Deutschland auf Tour. Als Vorband spielten dabei Seether und Prime Circle.
Am 23. Mai 2012 gab die Band über ihre Homepage bekannt, dass Gitarrist und Background-Sänger Matt Roberts die Band aus gesundheitlichen Gründen verlässt. Roberts war als Gründungsmitglied seit 16 Jahren dabei. Nachdem dies durch eine kurze Mitteilung bei Facebook bekannt geworden war, brach die Homepage der Band, auf der ein genaueres Statement stand, kurzzeitig zusammen. Seitdem übernimmt Chet Roberts, der Gitarrentechniker der Band, dessen Parts.

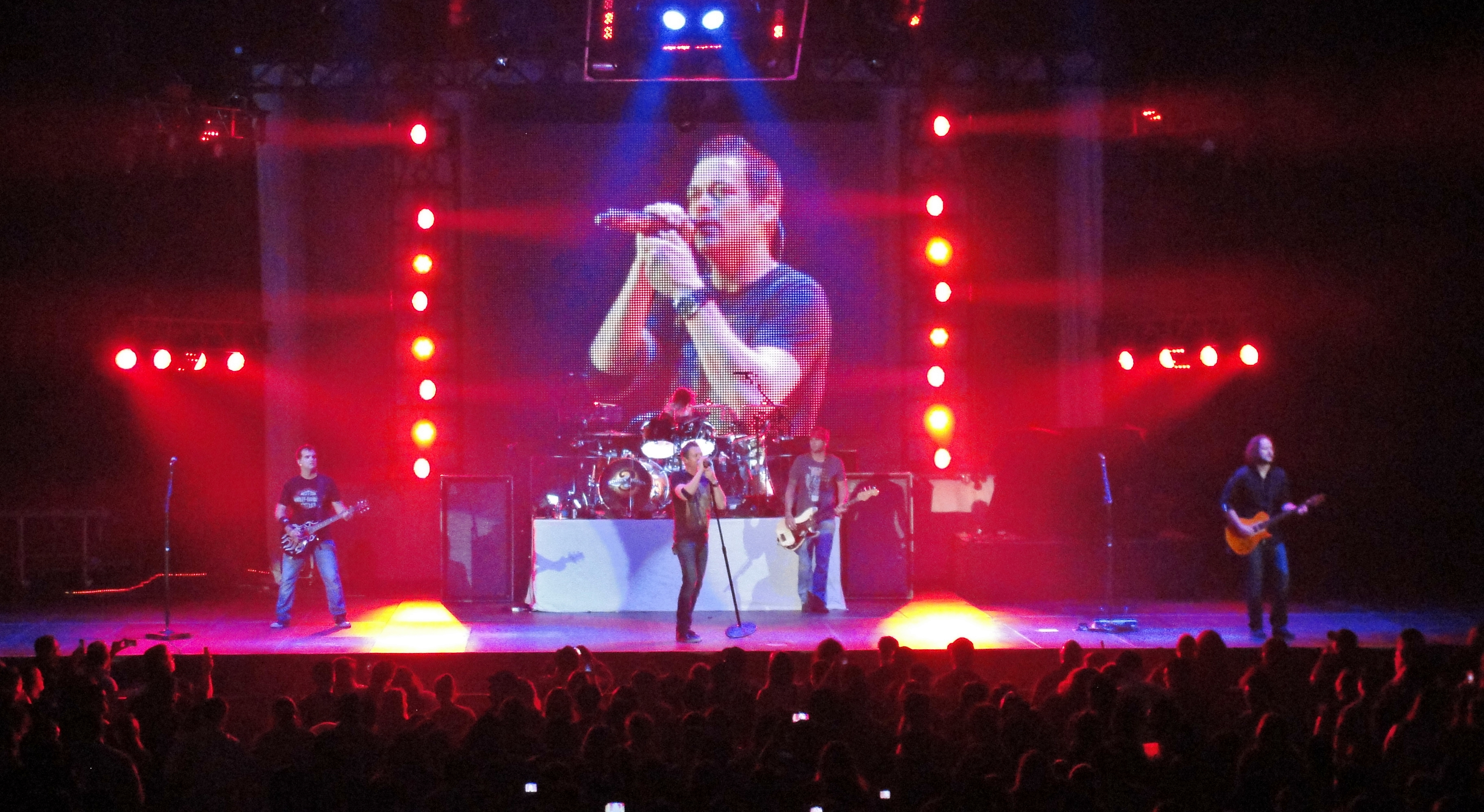
3 Doors Down bei einem Auftritt in Texas, 2012

Im April 2013 verursachte Todd Harrell einen Verkehrsunfall, bei dem ein 47-jähriger Mann getötet wurde. Da er zusätzlich noch unter Alkoholeinfluss und unter dem Einfluss unterschiedlicher, verschreibungspflichtiger Medikamente stand, drohte ihm eine mehrjährige Haftstrafe. Nur ein Jahr später wurde er erneut alkoholisiert am Steuer erwischt. Daraufhin wurde er mit sofortiger Wirkung aus der Band geworfen. Neben einem sechsmonatigen Entzug wurde Harrell zu einem halben Jahr Gefängnis verurteilt. Neues festes Bandmitglied ist Justin Biltonen, der Harrell bereits auf der Europatour 2013 vertreten hatte.
Im Mai 2015 kündigte die Band ein neues Album an, welches am 11. März 2016 unter dem Namen Us and the Night erschien. Im Zuge dessen wurde unter anderem eine Europatournee mit Pop Evil als Support angekündigt.
Im August 2016 verstarb der langjährige Gitarrist Matt Roberts. Dieser gehörte zwischen 1996 und 2012 zur Band und spielte sechs Studioalben und ein Greatest Hits-Album mit ein.

## Musikalischer Stil
Der Musikstil der Gruppe ist eine Mischung aus alternativem Rock, Post-Grunge und Pop. Todd Harrell, ehemaliger Bassist der Band, behauptete jedoch: „Es ist nicht wirklich Alternative oder Metal oder so etwas – es ist Rock ’n’ Roll!“.

## Rezeption

### Kritik
Vor allem in Europa stößt der offen zur Schau getragene Patriotismus der Band auf Kritik. Am deutlichsten wird das im Song Citizen/Soldier, der als Werbesong für die US-amerikanische Nationalgarde geschrieben wurde.
3 Doors Down sehen sich jedoch durch die Kritik missverstanden, da ihr Patriotismus keinerlei politische Aktivitäten wie z. B. den Irakkrieg unterstütze. Die Band will nach eigener Aussage lediglich alle Soldaten unterstützen, die in den Krieg eingezogen werden und nicht wissen, ob sie jemals zurückkommen werden. Auf dem Live-Album der Band gibt Sänger Brad Arnold folgendes Statement: „Of course we’re not pro war. Nobody likes war. Everybody knows what war brings. But we do support our men and women in the military.“ („Natürlich sind wir nicht für Krieg. Keiner mag Krieg. Jeder weiß, was Krieg heißt. Aber wir unterstützen sehr wohl unsere Männer und Frauen im Militär.“) Chris Henderson gab dem Internetdienst Ultimate Guitar.com im August 2008 ein Interview, in dem er betonte, dass die Band auf keinen Fall politisch sei. „Die Kritiker wissen nichts über uns. Wir machen keine Propaganda und sind auch keine politische Band.“
Trotz ihren Dementis sich politisch zu positionieren, traten sie beim Konzert am Vortag der Amtseinführung von US-Präsident Donald Trump am 19. Januar 2017 auf. Später kommentierte der Manager der Band Angus Vail als Grund für den Auftritt, dass die gesamte Band nur an Gott, Waffen und ländliches Schwarz-Weiß-Denken glauben würde.

### Erfolge
Insgesamt haben 3 Doors Down bisher 26-fachen Platinstatus und sieben Nummer-eins-Rock-Singles in den USA erreicht. Zudem gewann das Quintett mehrere Awards (Billboard Award, American Music Award) und wurde bisher dreimal für den Grammy nominiert.
Mittlerweile haben 3 Doors Down mehr als 16 Millionen Tonträger verkauft, davon die meisten Einheiten in den USA. In einem Jahr spielen 3 Doors Down mehr als 300 ausverkaufte Liveauftritte und zählen damit zu den Topacts in den Vereinigten Staaten. Die bisher größte Kulisse, vor der 3 Doors Down spielten, waren 200.000 Menschen bei einem Auftritt in Daytona Beach im Jahre 2005. Generell spielt die Band vor durchschnittlich 5.000 bis 10.000 Fans, je nach Größe des Veranstaltungsortes.

## Diskografie
Studioalben

| Jahr | Titel Musiklabel                                 | Höchstplatzierung, Gesamtwochen, AuszeichnungChartplatzierungen (Jahr, Titel, Musiklabel, Platzierungen, Wochen, Auszeichnungen, Anmerkungen) | Höchstplatzierung, Gesamtwochen, AuszeichnungChartplatzierungen (Jahr, Titel, Musiklabel, Platzierungen, Wochen, Auszeichnungen, Anmerkungen) | Höchstplatzierung, Gesamtwochen, AuszeichnungChartplatzierungen (Jahr, Titel, Musiklabel, Platzierungen, Wochen, Auszeichnungen, Anmerkungen) | Höchstplatzierung, Gesamtwochen, AuszeichnungChartplatzierungen (Jahr, Titel, Musiklabel, Platzierungen, Wochen, Auszeichnungen, Anmerkungen) | Höchstplatzierung, Gesamtwochen, AuszeichnungChartplatzierungen (Jahr, Titel, Musiklabel, Platzierungen, Wochen, Auszeichnungen, Anmerkungen) | Anmerkungen                             |
| Jahr | Titel Musiklabel                                 | DE | AT | CH | UK | US | Anmerkungen                             |
| ---- | ------------------------------------------------ | --- | --- | --- | --- | --- | --------------------------------------- |
| 2000 | The Better Life Universal Motown Records (UMG)   | DE45 Gold · (17 Wo.)DE | AT56 (7 Wo.)AT | — | UK— SilberUK | US7 ×7Siebenfachplatin · (93 Wo.)US | Erstveröffentlichung: 8. Februar 2000   |
| 2002 | Away from the Sun Universal Motown Records (UMG) | DE28 Gold · (23 Wo.)DE | AT27 (9 Wo.)AT | CH49 (19 Wo.)CH | UK— SilberUK | US8 ×4Vierfachplatin · (97 Wo.)US | Erstveröffentlichung: 11. November 2002 |
| 2005 | Seventeen Days Universal Records (UMG)           | DE6 Gold · (17 Wo.)DE | AT12 (14 Wo.)AT | CH15 (14 Wo.)CH | — | US1 Platin · (42 Wo.)US | Erstveröffentlichung: 7. Februar 2005   |
| 2008 | 3 Doors Down Republic Records (UMG)              | DE6 Gold · (27 Wo.)DE | AT14 (15 Wo.)AT | CH6 (17 Wo.)CH | — | US1 Platin · (65 Wo.)US | Erstveröffentlichung: 16. Mai 2008      |
| 2011 | Time of My Life Republic Records (UMG)           | DE2 (11 Wo.)DE | AT7 (6 Wo.)AT | CH2 (9 Wo.)CH | UK65 (1 Wo.)UK | US3 (11 Wo.)US | Erstveröffentlichung: 15. Juli 2011     |
| 2016 | Us and the Night Republic Records (UMG)          | DE5 (5 Wo.)DE | AT14 (2 Wo.)AT | CH4 (5 Wo.)CH | UK60 (1 Wo.)UK | US14 (3 Wo.)US | Erstveröffentlichung: 11. März 2016     |